# Lejskovec nádherný
Lejskovec nádherný (Terpsiphone viridis) je 17 - 18 cm velký, jasně zbarvený pěvec z čeledi lejskovcovitých. Má velmi variabilní zbarvení, většinou je však svrchu celý kaštanově hnědý, hlavu a hrdlo má černé, kolem oka má tenký modrým prouh a spodinu těla bílou. Obě pohlaví jsou si přitom velmi podobná.
Lejskovec nádherný obývá otevřené lesy a savany na rozsáhlém území subsaharské Afriky. Je hmyzožravý, svou kořist přitom často loví za letu. Staví si jednoduché, miskovité hnízdo ve větvích stromů, do kterého klade 2 - 3 vejce.